# Arsenurini
De Arsenurini zijn een geslachtengroep van vlinders uit de onderfamilie Arsenurinae van de familie nachtpauwogen (Saturniidae).

## Geslachten
- Arsenura
- Caio
- Copiopteryx
- Dysdaemonia
- Grammopelta
- Loxolomia
- Paradaemonia
- Rhescyntis
- Titaea